# Gaurotes lucidivirens
Gaurotes lucidivirens là một loài bọ cánh cứng trong họ Cerambycidae.